# Заусаева
Заусаева (Заусаево) — деревня в Тулунском районе Иркутской области России. Входит в состав Котикского муниципального образования. Находится примерно в 5 км к северо-западу от районного центра — города Тулун.

## Население
| 2002 | 2010 | 2011 | 2012 |
| ---- | ---- | ---- | ---- |
| 313  | ↘248 | ↘247 | ↘239 |

По данным Всероссийской переписи, в 2010 году в деревне проживало 248 человек (115 мужчин и 133 женщины).